# Wereldbeker schaatsen 2007/2008 - Wereldbeker 8
De achtste Wereldbekerwedstrijd langebaanschaatsen in het seizoen 2007-2008 vond plaats op 16 en 17 februari 2008 in Inzell. Tijdens deze wereldbekerwedstrijd werd alleen de sprintafstanden verreden.
| Programma                 |                                                                                          |
| Datum                     | Onderdeel                                                                                |
| zaterdag 16 februari 2008 | 1e 500m vrouwen 1e 500m mannen 1e 1000m vrouwen 1e 1000m mannen                          |
| zondag 17 februari 2008   | 2e 500m vrouwen 2e 500m mannen 2e 1000m vrouwen 2e 1000m mannen 100m vrouwen 100m mannen |

## Mannen

### 1e 500 meter
| A-divisie | A-divisie           | A-divisie | A-divisie |
| rang      | schaatser           | tijd      | punten    |
| --------- | ------------------- | --------- | --------- |
| Goud      | Joji Kato           | 35,48     | 100       |
| Zilver    | Jeremy Wotherspoon  | 35,61     | 80        |
| Brons     | Keiichiro Nagashima | 35,82     | 70        |
| 4         | Dmitri Lobkov       | 35,84     | 60        |
| 5         | Mika Poutala        | 35,88     | 50        |
| 6         | Mike Ireland        | 35,91     | 45        |
| 7         | Tucker Fredricks    | 36,02     | 40        |
| 8         | Vincent Labrie      | 36,06     | 36        |
| 8         | Kip Carpenter       | 36,06     | 36        |
| 10        | Tadashi Obara       | 36,16     | 28        |
| 11        | Jacques de Koning   | 36,18     | 24        |
| 12        | Lars Elgersma       | 36,20     | 21        |
| 13        | Simon Kuipers       | 36,25     | 18        |
| 14        | Maciej Ustynowicz   | 36,28     | 16        |
| 15        | Jan Smeekens        | 36,32     | 14        |
| 16        | Jan Bos             | 36,38     | 12        |
| 17        | Mark Nielsen        | 36,43     | 10        |
| 18        | Denny Morrison      | 36,51     | 8         |
| 19        | Pasi Koskela        | 36,72     | 6         |
| 20        | Akio Ota            | 36,81     | 5         |

| B-divisie | B-divisie                 | B-divisie | B-divisie |
| rang      | schaatser                 | tijd      | punten    |
| --------- | ------------------------- | --------- | --------- |
| 1         | Hiroyasu Shimizu          | 36,33     | 25        |
| 2         | Aleksey Yesin             | 36,64     | 19        |
| 3         | Tuomas Nieminen           | 36,77     | 15        |
| 4         | Nico Ihle                 | 36,78     | 11        |
| 5         | Dag-Erik Kleven           | 36,82     | 8         |
| 6         | Frank Steiner             | 36,87     | 6         |
| 7         | Mike Blumel               | 36,96     | 4         |
| 8         | Christoffer Fagerli Rukke | 36,98     | 2         |
| 9         | Chris Needham             | 37,10     | 1         |
| 10        | Eric Rauschenbach         | 37,19     | 0         |
| 11        | Artur Waś                 | 37,20     | 0         |
| 12        | Joel Eriksson             | 37,23     | 0         |
| 13        | Patrick Wirth             | 37,24     | 0         |
| 14        | Öyvind Andreassen         | 37,45     | 0         |
| 14        | Vladimir Sjerstjuk        | 37,45     | 0         |
| 16        | Aleksej Zjigin            | 37,47     | 0         |
| 17        | Anton Hahn                | 37,52     | 0         |
| 18        | Brent Aussprung           | 37,60     | 0         |
| 19        | Aleksandr Komar           | 37,76     | 0         |
| 20        | Pascal Briand             | 38,02     | 0         |
| 21        | Cristian Mustatea         | 38,58     | 0         |
| 22        | José Ignacio Fazio        | 39,39     | 0         |

### 2e 500 meter
| A-divisie | A-divisie           | A-divisie | A-divisie |
| rang      | schaatser           | tijd      | punten    |
| --------- | ------------------- | --------- | --------- |
| Goud      | Jeremy Wotherspoon  | 35,35     | 100       |
| Zilver    | Keiichiro Nagashima | 35,70     | 80        |
| Zilver    | Mike Ireland        | 35,70     | 80        |
| 4         | Joji Kato           | 35,85     | 60        |
| 4         | Denny Morrison      | 35,85     | 60        |
| 6         | Lars Elgersma       | 35,87     | 45        |
| 7         | Simon Kuipers       | 35,93     | 40        |
| 7         | Mika Poutala        | 35,93     | 40        |
| 7         | Tucker Fredricks    | 35,93     | 40        |
| 10        | Jan Smeekens        | 35,99     | 28        |
| 11        | Dmitri Lobkov       | 36,01     | 24        |
| 11        | Kip Carpenter       | 36,01     | 24        |
| 13        | Vincent Labrie      | 36,02     | 18        |
| 14        | Maciej Ustynowicz   | 36,04     | 16        |
| 15        | Jacques de Koning   | 36,06     | 14        |
| 16        | Tadashi Obara       | 36,13     | 12        |
| 16        | Jan Bos             | 36,13     | 12        |
| 18        | Akio Ota            | 36,29     | 8         |
| 19        | Pasi Koskela        | 36,64     | 6         |
| 20        | Mark Nielsen        | 36,66     | 5         |

| B-divisie | B-divisie                 | B-divisie | B-divisie |
| rang      | schaatser                 | tijd      | punten    |
| --------- | ------------------------- | --------- | --------- |
| 1         | Hiroyasu Shimizu          | 36,32     | 25        |
| 2         | Artur Waś                 | 36,64     | 19        |
| 3         | Tuomas Nieminen           | 36,64     | 19        |
| 4         | Aleksey Yesin             | 36,65     | 11        |
| 5         | Chris Needham             | 36,78     | 8         |
| 6         | Nico Ihle                 | 36,88     | 6         |
| 7         | Mike Blumel               | 36,99     | 4         |
| 8         | Dag-Erik Kleven           | 37,10     | 2         |
| 9         | Christoffer Fagerli Rukke | 37,17     | 1         |
| 10        | Vladimir Sjerstjuk        | 37,27     | 0         |
| 11        | Eric Rauschenbach         | 37,28     | 0         |
| 11        | Frank Steiner             | 37,28     | 0         |
| 13        | Öyvind Andreassen         | 37,30     | 0         |
| 14        | Patrick Wirth             | 37,36     | 0         |
| 15        | Aleksej Zjigin            | 37,51     | 0         |
| 16        | Brent Aussprung           | 37,59     | 0         |
| 17        | Aleksandr Komar           | 37,73     | 0         |
| 18        | Anton Hahn                | 37,87     | 0         |
| 19        | Pascal Briand             | 38,49     | 0         |
| 20        | José Ignacio Fazio        | 39,04     | 0         |
| 21        | Cristian Mustatea         | DNS       | 0         |

### 1e 1000 meter
| A-divisie | A-divisie                | A-divisie | A-divisie |
| rang      | schaatser                | tijd      | punten    |
| --------- | ------------------------ | --------- | --------- |
| Goud      | Shani Davis              | 1.10,58   | 100       |
| Zilver    | Denny Morrison           | 1.11,03   | 80        |
| Brons     | Jan Bos                  | 1.11,26   | 70        |
| 4         | Remco Olde Heuvel        | 1.11,42   | 60        |
| 5         | Lars Elgersma            | 1.11,55   | 50        |
| 6         | Mark Tuitert             | 1.11,85   | 45        |
| 7         | Jeremy Wotherspoon       | 1.12,01   | 40        |
| 8         | Simon Kuipers            | 1.12,11   | 36        |
| 9         | Dmitri Lobkov            | 1.12,17   | 32        |
| 10        | Mika Poutala             | 1.12,37   | 28        |
| 11        | Samuel Schwarz           | 1.12,46   | 24        |
| 12        | François Olivier Roberge | 1.13,06   | 21        |
| 13        | Kip Carpenter            | 1.13,28   | 18        |
| 14        | Maciej Ustynowicz        | 1.13,37   | 16        |
| 15        | Keiichiro Nagashima      | 1.13,51   | 14        |
| 16        | Aleksey Yesin            | 1.13,53   | 12        |
| 17        | Dag-Erik Kleven          | 1.13,57   | 10        |
| 18        | Stefan Heythausen        | 1.13,73   | 8         |
| 19        | Mikael Flygind-Larsen    | 1.13,95   | 6         |
| 20        | Pasi Koskela             | 1.14,58   | 5         |

| B-divisie | B-divisie                 | B-divisie | B-divisie |
| rang      | schaatser                 | tijd      | punten    |
| --------- | ------------------------- | --------- | --------- |
| 1         | Christoffer Fagerli Rukke | 1.12,42   | 25        |
| 2         | Nick Pearson              | 1.12,79   | 19        |
| 3         | Takaharu Nakajima         | 1.13,04   | 15        |
| 4         | Risto Rosendahl           | 1.13,23   | 11        |
| 5         | Vincent Labrie            | 1.13,29   | 8         |
| 6         | Matthew Mclean            | 1.13,36   | 6         |
| 7         | Chris Needham             | 1.13,47   | 4         |
| 8         | Tadashi Obara             | 1.13,54   | 2         |
| 9         | Tuomas Nieminen           | 1.13,88   | 1         |
| 10        | Aleksej Zjigin            | 1.14,10   | 0         |
| 11        | Joel Eriksson             | 1.14,31   | 0         |
| 12        | Tyler Goff                | 1.14,47   | 0         |
| 13        | Nico Ihle                 | 1.14,56   | 0         |
| 14        | Vladimir Sjerstjuk        | 1.14,97   | 0         |
| 15        | Öyvind Andreassen         | 1.15,09   | 0         |
| 16        | Artur Waś                 | 1.15,17   | 0         |
| 17        | Pascal Briand             | 1.15,44   | 0         |
| 18        | Patrick Wirth             | 1.15,51   | 0         |
| 19        | Joji Kato                 | 1.16,02   | 0         |
| 20        | Aleksandr Komar           | 1.16,07   | 0         |
| 21        | Akio Ota                  | 1.17,29   | 0         |
| 22        | Cristian Mustatea         | 1.18,31   | 0         |
| 23        | José Ignacio Fazio        | 1.20,69   | 0         |
| 24        | Frank Steiner             | 1.53,39   | 0         |

### 2e 1000 meter
| A-divisie | A-divisie                | A-divisie  | A-divisie |
| rang      | schaatser                | tijd       | punten    |
| --------- | ------------------------ | ---------- | --------- |
| Goud      | Shani Davis              | 1.09,65 BR | 100       |
| Zilver    | Denny Morrison           | 1.09,86    | 80        |
| Brons     | Jan Bos                  | 1.09,94    | 70        |
| 4         | Jeremy Wotherspoon       | 1.10,72    | 60        |
| 5         | Mark Tuitert             | 1.11,02    | 50        |
| 6         | Samuel Schwarz           | 1.11,10    | 45        |
| 7         | Lars Elgersma            | 1.11,20    | 40        |
| 8         | Remco Olde Heuvel        | 1.11,22    | 36        |
| 9         | Kip Carpenter            | 1.11,51    | 32        |
| 10        | Aleksey Yesin            | 1.11,87    | 28        |
| 11        | François Olivier Roberge | 1.12,09    | 24        |
| 12        | Maciej Ustynowicz        | 1.12,12    | 21        |
| 13        | Dag-Erik Kleven          | 1.12,17    | 18        |
| 14        | Mikael Flygind-Larsen    | 1.12,34    | 16        |
| 15        | Stefan Heythausen        | 1.12,54    | 14        |
| 16        | Pasi Koskela             | 1.13,03    | 12        |
| 17        | Mika Poutala             | 1.13,05    | 10        |
| 18        | Keiichiro Nagashima      | DNF        | 0         |

| B-divisie | B-divisie                 | B-divisie | B-divisie |
| rang      | schaatser                 | tijd      | punten    |
| --------- | ------------------------- | --------- | --------- |
| 1         | Tadashi Obara             | 1.12,07   | 25        |
| 2         | Takaharu Nakajima         | 1.12,12   | 19        |
| 3         | Matthew Mclean            | 1.12,28   | 15        |
| 4         | Aleksej Zjigin            | 1.12,30   | 11        |
| 5         | Tuomas Nieminen           | 1.12,38   | 8         |
| 6         | Nick Pearson              | 1.12,40   | 6         |
| 7         | Joel Eriksson             | 1.12,97   | 4         |
| 8         | Risto Rosendahl           | 1.13,03   | 2         |
| 9         | Christoffer Fagerli Rukke | 1.13,32   | 1         |
| 10        | Tyler Goff                | 1.13,47   | 0         |
| 11        | Artur Waś                 | 1.13,64   | 0         |
| 12        | Vladimir Sjerstjuk        | 1.13,66   | 0         |
| 13        | Chris Needham             | 1.13,81   | 0         |
| 14        | Pascal Briand             | 1.13,94   | 0         |
| 15        | Nico Ihle                 | 1.14,00   | 0         |
| 16        | Öyvind Andreassen         | 1.14,06   | 0         |
| 17        | Eric Rauschenbach         | 1.14,07   | 0         |
| 18        | Frank Steiner             | 1.14,88   | 0         |
| 19        | Aleksandr Komar           | 1.15,10   | 0         |
| 20        | José Ignacio Fazio        | 1.24,76   | 0         |

## Vrouwen

### 1e 500 meter
| A-divisie | A-divisie            | A-divisie | A-divisie |
| rang      | schaatsster          | tijd      | punten    |
| --------- | -------------------- | --------- | --------- |
| Goud      | Jenny Wolf           | 38,66     | 100       |
| Zilver    | Annette Gerritsen    | 39,54     | 80        |
| Brons     | Sayuri Yoshii        | 39,61     | 70        |
| Brons     | Svetlana Kajkan      | 39,61     | 70        |
| 5         | Nao Kodaira          | 39,82     | 50        |
| 6         | Judith Hesse         | 39,91     | 45        |
| 7         | Marianne Timmer      | 39,93     | 40        |
| 8         | Pamela Zoellner      | 40,00     | 36        |
| 9         | Shihomi Shinya       | 40,01     | 32        |
| 10        | Natasja Bruintjes    | 40,06     | 28        |
| 11        | Heike Hartmann       | 40,14     | 24        |
| 12        | Sayuri Osuga         | 40,26     | 21        |
| 13        | Elli Ochowicz        | 40,27     | 18        |
| 14        | Joelia Nemaja        | 40,32     | 16        |
| 15        | Yukari Watanabe      | 40,39     | 14        |
| 16        | Shannon Rempel       | 40,49     | 12        |
| 17        | Svetlana Radkevitsj  | 40,57     | 10        |
| 18        | Jekaterina Malysjeva | 40,65     | 8         |
| 19        | Danielle Wotherspoon | 40,78     | 6         |
| 20        | Kim Weger            | 41,11     | 5         |

| B-divisie | B-divisie              | B-divisie | B-divisie |
| rang      | schaatsster            | tijd      | punten    |
| --------- | ---------------------- | --------- | --------- |
| 1         | Ingeborg Kroon         | 40,56     | 25        |
| 2         | Kerry Simpson          | 40,68     | 19        |
| 3         | Tamara Oudenaarden     | 40,80     | 15        |
| 4         | Yekaterina Lukoanova   | 41,28     | 11        |
| 5         | Lauren Cholewinski     | 41,29     | 8         |
| 6         | Anna Badayeva          | 41,46     | 6         |
| 7         | Gabriele Hirschbichler | 41,71     | 4         |
| 8         | Bianca Anghel          | 42,09     | 2         |
| 9         | Joelija Jasenok        | 42,15     | 1         |
| 10        | Paulina Wallin         | DNS       | 0         |
| 10        | Anna Rokita            | DNS       | 0         |

### 2e 500 meter
| A-divisie | A-divisie            | A-divisie | A-divisie |
| rang      | schaatsster          | tijd      | punten    |
| --------- | -------------------- | --------- | --------- |
| Goud      | Jenny Wolf           | 38,51     | 100       |
| Zilver    | Annette Gerritsen    | 39,13     | 80        |
| Brons     | Svetlana Kajkan      | 39,31     | 70        |
| 4         | Shannon Rempel       | 39,40     | 60        |
| 5         | Marianne Timmer      | 39,48     | 50        |
| 6         | Sayuri Yoshii        | 39,56     | 45        |
| 7         | Nao Kodaira          | 39,58     | 40        |
| 8         | Joelia Nemaja        | 39,62     | 36        |
| 9         | Pamela Zoellner      | 39,71     | 32        |
| 9         | Yukari Watanabe      | 39,71     | 32        |
| 11        | Shihomi Shinya       | 39,73     | 24        |
| 12        | Jekaterina Malysjeva | 39,76     | 21        |
| 13        | Elli Ochowicz        | 39,78     | 18        |
| 13        | Natasja Bruintjes    | 39,78     | 18        |
| 15        | Judith Hesse         | 39,82     | 14        |
| 16        | Sayuri Osuga         | 40,05     | 12        |
| 17        | Svetlana Radkevitsj  | 40,08     | 10        |
| 18        | Danielle Wotherspoon | 40,24     | 8         |
| 18        | Kim Weger            | 40,24     | 8         |
| 20        | Heike Hartmann       | DNS       | 0         |

| B-divisie | B-divisie            | B-divisie | B-divisie |
| rang      | schaatsster          | tijd      | punten    |
| --------- | -------------------- | --------- | --------- |
| 1         | Kerry Simpson        | 40,31     | 25        |
| 2         | Tamara Oudenaarden   | 40,55     | 19        |
| 3         | Ingeborg Kroon       | 40,72     | 15        |
| 4         | Yekaterina Lukoanova | 41,21     | 11        |
| 5         | Jennifer Plate       | 41,44     | 8         |
| 6         | Lauren Cholewinski   | 41,67     | 6         |
| 7         | Anna Badayeva        | 41,71     | 4         |
| 8         | Joelija Jasenok      | 41,80     | 2         |
| 9         | Paulina Wallin       | 42,11     | 1         |
| 10        | Bianca Anghel        | DNS       | 0         |

### 1e 1000 meter
| A-divisie | A-divisie            | A-divisie | A-divisie |
| rang      | schaatsster          | tijd      | punten    |
| --------- | -------------------- | --------- | --------- |
| Goud      | Anni Friesinger      | 1.17,78   | 100       |
| Zilver    | Ireen Wüst           | 1.18,79   | 80        |
| Brons     | Shannon Rempel       | 1.19,24   | 70        |
| 4         | Paulien van Deutekom | 1.19,59   | 60        |
| 5         | Brittany Schussler   | 1.19,93   | 50        |
| 6         | Annette Gerritsen    | 1.20,56   | 45        |
| 7         | Sayuri Yoshii        | 1.20,60   | 40        |
| 8         | Marianne Timmer      | 1.21,14   | 36        |
| 9         | Heike Hartmann       | 1.21,34   | 32        |
| 10        | Jorien Voorhuis      | 1.21,37   | 28        |
| 11        | Nao Kodaira          | 1.21,51   | 24        |
| 11        | Svetlana Kajkan      | 1.21,51   | 24        |
| 13        | Elli Ochowicz        | 1.21,74   | 18        |
| 13        | Pamela Zoellner      | 1.21,74   | 18        |
| 15        | Shihomi Shinya       | 1.22,74   | 14        |
| 16        | Joelia Nemaja        | 1.22,82   | 12        |
| 17        | Svetlana Radkevitsj  | 1.23,94   | 10        |
| 18        | Danielle Wotherspoon | 1.24,92   | 8         |
| 19        | Bianca Anghel        | 1.25,89   | 6         |
| 20        | Monique Angermüller  | 1.39,09   | 5         |

| B-divisie | B-divisie            | B-divisie | B-divisie |
| rang      | schaatsster          | tijd      | punten    |
| --------- | -------------------- | --------- | --------- |
| 1         | Kerry Simpson        | 1.22,01   | 25        |
| 2         | Jekaterina Malysjeva | 1.22,53   | 19        |
| 3         | Joelija Jasenok      | 1.23,80   | 15        |
| 4         | Yekaterina Lukoanova | 1.23,94   | 11        |
| 5         | Maria Lamb           | 1.24,95   | 8         |
| 6         | Jennifer Plate       | 1.25,07   | 6         |
| 7         | Anna Badayeva        | 1.25,12   | 4         |
| 8         | Daniela Oltean       | 1.26,49   | 2         |
| 9         | Lauren Cholewinski   | 1.27,54   | 1         |
| 10        | Cathrine Grage       | 1.31,04   | 0         |

### 2e 1000 meter
| A-divisie | A-divisie            | A-divisie | A-divisie |
| rang      | schaatsster          | tijd      | punten    |
| --------- | -------------------- | --------- | --------- |
| Goud      | Anni Friesinger      | 1.16,45   | 100       |
| Zilver    | Ireen Wüst           | 1.17,95   | 80        |
| Brons     | Shannon Rempel       | 1.18,41   | 70        |
| 4         | Annette Gerritsen    | 1.19,46   | 60        |
| 5         | Sayuri Yoshii        | 1.19,62   | 50        |
| 6         | Brittany Schussler   | 1.19,76   | 45        |
| 7         | Elli Ochowicz        | 1.20,10   | 40        |
| 8         | Pamela Zoellner      | 1.20,17   | 36        |
| 9         | Marianne Timmer      | 1.20,31   | 32        |
| 10        | Monique Angermüller  | 1.20,34   | 28        |
| 11        | Svetlana Kajkan      | 1.20,96   | 24        |
| 12        | Nao Kodaira          | 1.21,02   | 21        |
| 13        | Jorien Voorhuis      | 1.21,34   | 18        |
| 14        | Shihomi Shinya       | 1.21,40   | 16        |
| 15        | Danielle Wotherspoon | 1.21,82   | 14        |
| 16        | Joelia Nemaja        | 1.22,32   | 12        |

| B-divisie | B-divisie              | B-divisie | B-divisie |
| rang      | schaatsster            | tijd      | punten    |
| --------- | ---------------------- | --------- | --------- |
| 1         | Kerry Simpson          | 1.20,80   | 25        |
| 2         | Ingeborg Kroon         | 1.21,67   | 19        |
| 3         | Gabriele Hirschbichler | 1.22,28   | 15        |
| 4         | Maria Lamb             | 1.22,59   | 11        |
| 5         | Joelija Jasenok        | 1.22,72   | 8         |
| 6         | Daniela Oltean         | 1.24,75   | 6         |
| 7         | Anna Badayeva          | 1.26,08   | 4         |
| 8         | Lauren Cholewinski     | 1.27,11   | 2         |
| 9         | Cathrine Grage         | 1.27,17   | 1         |